# Xavier de Roux
Pour les articles homonymes, voir de Roux.
Xavier de Roux est un avocat et homme politique français né le 4 décembre 1940 à Boulogne-Billancourt (Seine) et mort le 4 juin 2015 dans le 15e arrondissement de Paris.

## Biographie

### Famille
Il est le petit-fils de Marie de Roux, qui fut l'avocat de Charles Maurras et de l'Action française, le frère de l'écrivain Dominique de Roux, du journaliste Emmanuel de Roux, du navigateur Jacques de Roux, de la peintre Monique de Roux et de la psychologue-clinicienne Béatrice Copper-Royer, et l'oncle de l'éditeur Pierre-Guillaume de Roux.

### Carrière professionnelle
Avocat au barreau de Paris depuis 1962, spécialiste du droit de la concurrence et de la consommation et en droit pénal des affaires, il a dirigé le bureau bruxellois du cabinet international d'avocats d'affaires Gide Loyrette Nouel, dont il est associé depuis 1968.

### Carrière politique
Maire de sa commune de Chaniers (Charente-Maritime) depuis 1983, conseiller général depuis 1985, vice-président du conseil général depuis 1988, il est élu député dans la 3e circonscription de la Charente-Maritime (Saintes) en 1993, sous l'étiquette UDF-Parti radical, en battant au second tour le candidat sortant, le socialiste Roland Beix.
À son tour battu en 1997 au second tour par le socialiste Jean Rouger, il est réélu face au même adversaire le 16 juin 2002. Sa suppléante est Monique Gorbatchef ; il devient alors vice-président de la commission des lois et juge suppléant de la Cour de justice de la République.
Xavier de Roux cosigne en 2004 une proposition de loi tendant à rétablir la peine de mort pour les auteurs d'actes de terrorisme mais vote en 2007 le projet de loi constitutionnelle relatif à l'interdiction de la peine de mort.
Membre du Parti radical, il fait partie du groupe UMP.
De nouveau candidat aux élections législatives de 2007, il est battu au second tour par la socialiste Catherine Quéré, avec 47,98 % des voix.

#### Mandats
- 14 mars 1983-mars 2014 : maire de Chaniers
- 18 mars 1985-mars 2008 : conseiller général du canton de Saintes-Est
- 3 octobre 1988-5 juin 2005 : vice-président du conseil général de la Charente-Maritime
- 2 avril 1993-21 avril 1997, 16 juin 2002-17 juin 2007 : député de la 3e circonscription de la Charente-Maritime
- Président du syndicat du pays de Saintonge romane
- Président de l’Institution pour l’aménagement du fleuve Charente

### Décès
Xavier de Roux meurt le 4 juin 2015  à l'Hôpital Georges-Pompidou de Paris.

## Œuvres
- Le Droit français de la concurrence et de la consommation : ententes, positions dominantes, concentrations, ventes interdites, ventes réglementées, pratiques discriminatoires, publicité mensongère. Xavier de Roux et Dominique Voillemot, Paris, Juridictionnaires Joly, 1979.
- Réflexions pour un programme. Chaniers, X. de Roux, 1996.
- Une fin de siècle. Saint-Jean-d'Angely, J.-M. Bordessoules, 1999.  (ISBN 2-913471-07-2)
- Chroniques impertinentes : de Mitterrand à Le Pen, 1997-2002. Saintes, Société saintongeaise d'éd. et de publications, 2002.  (ISBN 2-9518507-0-0)

## Distinctions
Xavier de Roux est chevalier de la Légion d'honneur (JO du 1er janvier 2009).